# Ivan Pavle

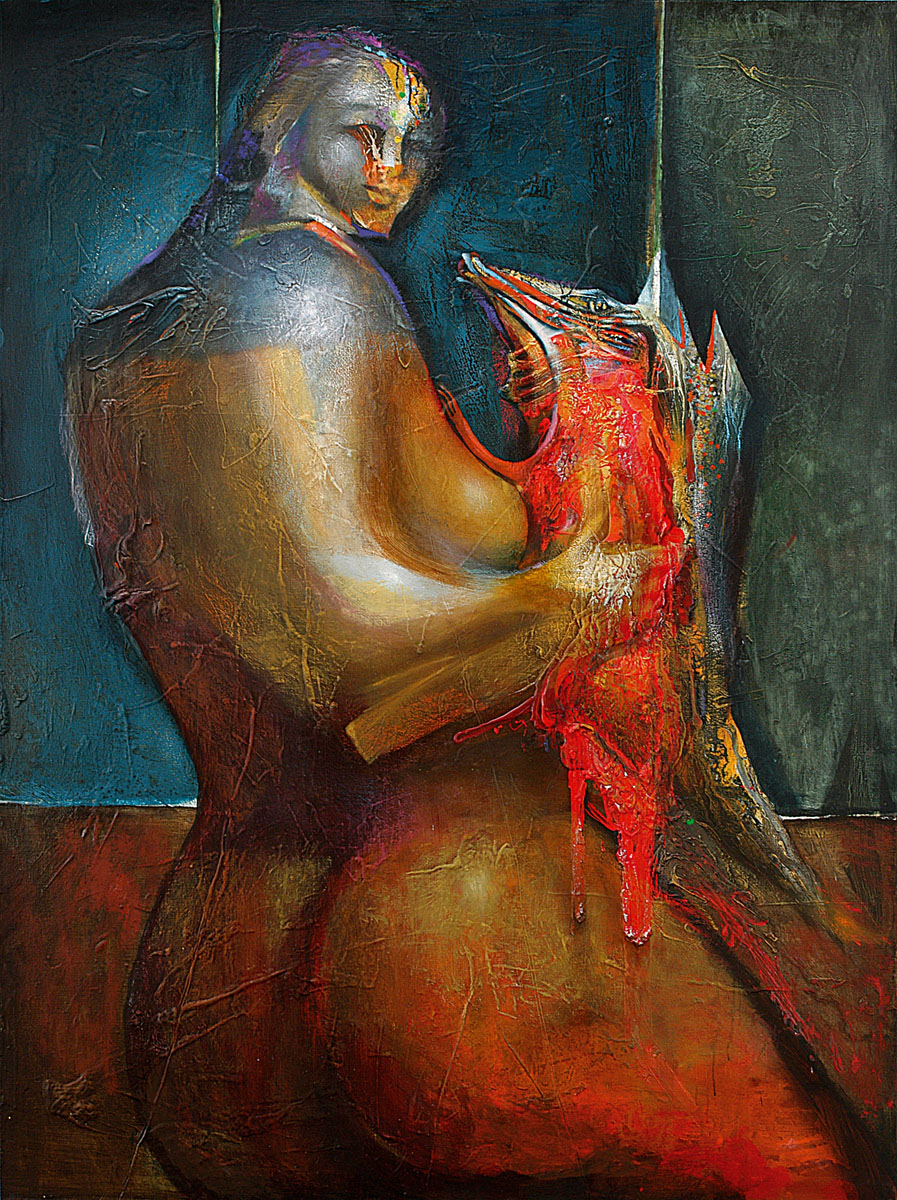
Žena s líškou – 200x150 – akryl, olej – 2004

Ivan Pavle (* 8. března 1955 Galanta) a je slovenský malíř střední generace na Slovensku.

## Dětství
Ivan Pavle vyrůstal v hornickém městě Prievidzi, kde se přestěhoval se svými rodiči Matějem Pavle a Alžbětou Pavleovou z jižního Slovenska s bratrem Matějem. Později rozšířil rodinu jeho nejmladší bratr Slavomír. V roce 1970 úspěšně ukončil základní školu v Prievidzi a odešel studovat na střední školu do Tvrdošína.

## Studium
Po absolvování Střední průmyslové školy elektrotechnické v Tvrdošíne, pokračoval ve studiu v roce 1975 na Vysoké škole výtvarných umění v Bratislavě v ateliéru monumentální malby (prof. Dezider Castiglione a prof. Ivan Vychlopen). Během studia se oženil se svojí spolužačkou Soňou Oravcovou, se kterou má dvě děti. Ivan Pavle absolvoval Vysokou školu výtvarných umění v roce 1981 a od té doby se jako výtvarník ve svobodném povolání věnuje malbě, kresbě, grafice, ale i plastice. .

## Charakteristika díla
Ivan Pavle se systematicky vrací k několika tematickým okruhem. Je to lidská figura, často akt, korpus či torzo a její identifikační znak - tvář, kterou někdy nahrazuje maska. K této lidské tematice se přiřazuje zájem o gesto, o postavu v pohybu a vztahové studie dvou či více postav. Dlouholetý cyklus Madon je nejen vyrovnáváním se s jednou ze základních témat velkého malířství minulosti, ale i intimním zkoumáním světa. Dalším velkým tématem Ivana Pavla je mytologie, která se realizuje v nikdy nekončícím cyklu obrazů o Babylonu, jakož i v dalších okruzích (fiktivní země, mysteriózní postavy se zvířecími znaky).
Tvorbu Ivana Pavleho charakterizuje plodný malířský neklid a vyhraněný rukopis. Zájem o dotyk s nejlepšími představiteli minulosti ho přivedl k aplikování zapomenutých technik a receptur ve vlastních výtvarných postupech. V jeho početném díle se spojuje znalost tradice a respekt k materiálu se současným obsahem.

## Výstavy a ocenění
Vystavoval v prestižních slovenských i zahraničních galeriích v Polsku, Německu, Holandsku, Rakousku, Francii, Monaku, Itálii, Thajsku, ale i v USA. Absolvoval několik tvůrčích pobytů hlavně v USA a Francii, kde v roce 1989 získal cenu Poroty na Mezinárodním festivalu malby v Cagnes sur Mer. Jeho monumentální i komorní díla jsou zastoupena v mnoha galeriích i soukromých sbírkách po celém světě.
- 1985 Turčianske múzeum A. Kmeťa (s Jánom Hlavatým), Martin
- 1986 Finkova kúria, Zvolen
- 1987
  - Československé kultúrne stredisko (s Otou Bachoríkem), Katowice,
  - Chelm, Varšava (Polsko)
  - Galéria vydavateľstva Tatran (s Otom Bachoríkom), Bratislava
  - Neurologická klinika, Bratislava
  - Výstavná sieň mladých (se Stanem Stankocim), Bratislava
- 1988
  - V klub, Bratislava
  - Galéria L. Novomeského (s Otou Bachodíkem a Stanislavem Stankocim), Bratislava
  - Galéria f. Studeného (s Otou Bachoríkom), Nitra
- 1989 Galéria C. Majerníka, Bratislava
- 1990 Galéria mesta Bratislavy, Bratislava
- 1991
  - Galéria Štúdia S (se Soňou Pavleovou), Bratislava
  - Galerie Atelierhof, Brémy (Německo)
  - Nassauische Sparkasse (s Alexandrem Kraščeničem) Montabaur (Německo)
  - Galerie de Gang, Delft (Holandsko)
  - Gallery Art Fonctionel, Metz (Francie)
  - Siemens Nixdorf (se Stanem Černým, Alexem Kračšeničem a Róbertem Jančovičem)
  - Kolín nad Rýnem (Německo)
- 1992
  - Dom slovenskej kultúry (s Otou Bachoríkem), Praha
  - Galéria N. a P.V.D. (se Stanem Stankocim a Jánem Ťapákem), Banská Bystrica
  - Galéria Poľnohospodárskej banky, Bratislava
  - Galéria NOVA, Bratislava
  - Europahaus, Graz (Rakousko)
  - Galéria M. A. Bazovského (s Jozefem Hoborem), Trenčín
- 1993
  - Galerie Mitte (se Stanislavem Stankocim), Vídeň (Rakousko)
  - Terre ou Art, Verdun (Francie)
  - Studio Bauform, Kolín nad Rýnem (Německo)
  - Veľvyslanectvo Slovenskej republiky, Bonn (Německo)
- 1994
  - Žltý dom Vincenta van Gogha (s Otou Bachoríkem), Poprad
  - Art Gallery Heeze, Eidhoven (Holandsko)
  - De Brouwerij, Weelde (Holandsko)
- 1995
  - Galéria mesta Bratislavy, Bratislava
  - Galéria NOVA, Bratislava
  - Kunst RAI’95, Amsterdam (Holandsko)
- 1996 Rezidencia Slovenskej republiky, New York (USA)
- 1997 Gallery MOCA (Museum of Contemporary Art), Washington (USA)
- 1999 Galéria NOVA, Bratislava
- 2001 Gallery Missing Link, Sarasota, Florida (USA)
- 2004
  - Cité internationale des arts, Paříž (Francie)
  - Galéria NOVA, Bratislava
- 2005 Danubiana, Meulensteen Art Museum, Bratislava
- 2008 Slovenská ambasáda, (s Otou Bachoríkem), Řím
- 2009 Herzliya, Izrael (spolu s V. Petrík, M. Kellenberger, P. Pollág, J. Oravec, Š.Polák)
- 2011
  - 15 umelcov v Galérii SPP, Bratislava
  - Slovak art for Slovak culture evening in Monaco
- 2012
  - Spectrum Art v Galérii SPP, Bratislava
  - Private studio exhibition, Tribecca - New York (USA)
- 2013 Galéria Jána Koniarika v Trnave
- 2014 Umenie lieči (33. Renomovaných umělců), NOÚ Bratislava
- 2015 Slovenské národné múzeum, Bratislava
- 2015 Jonáš a veľryba, Danubiana, Meulensteen Art Museum, Bratislava

## Virtuální prohlídky
Ivan Pavle se rozhodl zvěčnit svoje nejnovější výstavy pomocí virtuální prohlídky.
• Slovenské národné múzeum
• Jonáš a veľryba, Danubiana
Ivan Pavle  s Igorom Kitzbergerom - výstava  BLÍZKÉ SVETY  27.6. - 25.8.2018 v galerii CREARS, Rožnov pod Radhoštěm, ČR

## Galerie

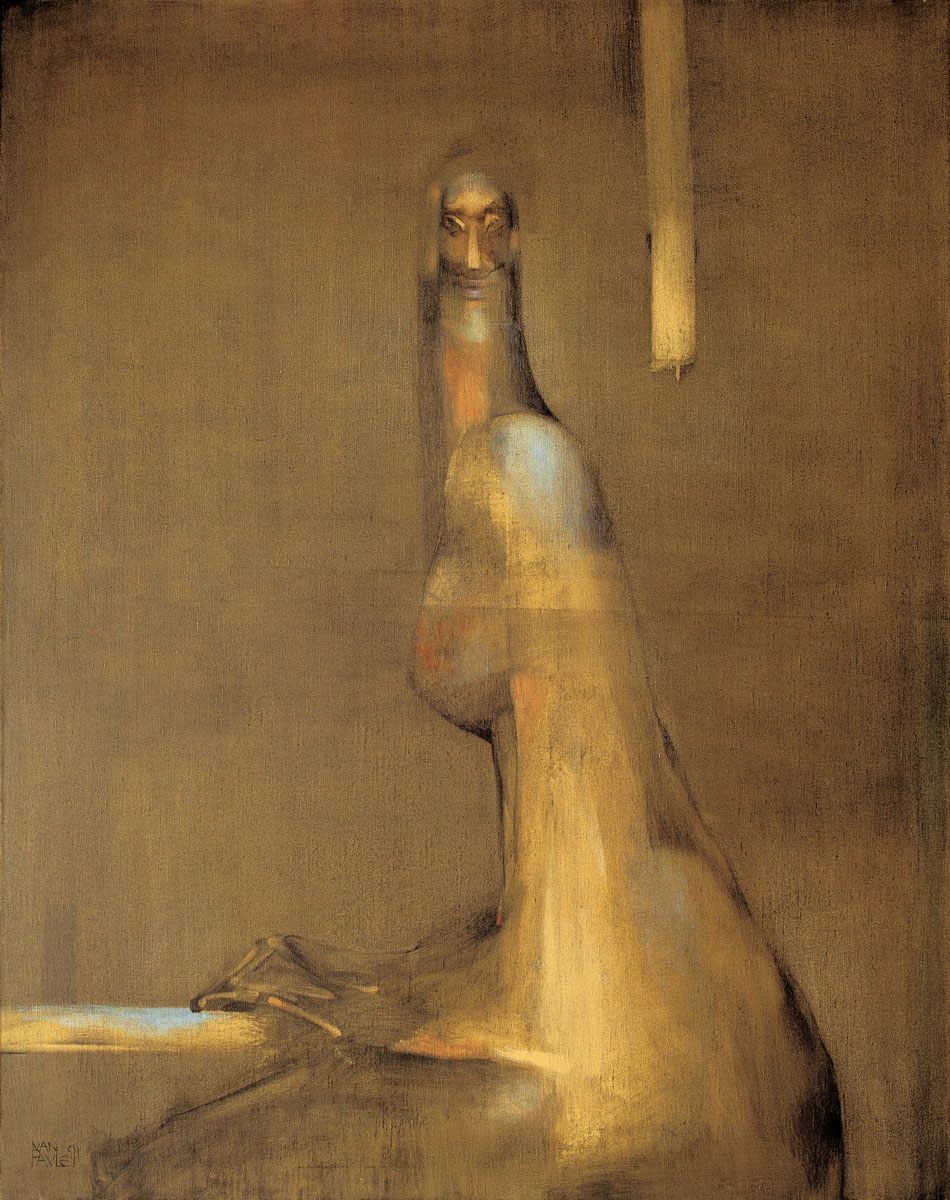
Lost day 145x120-oil-1991
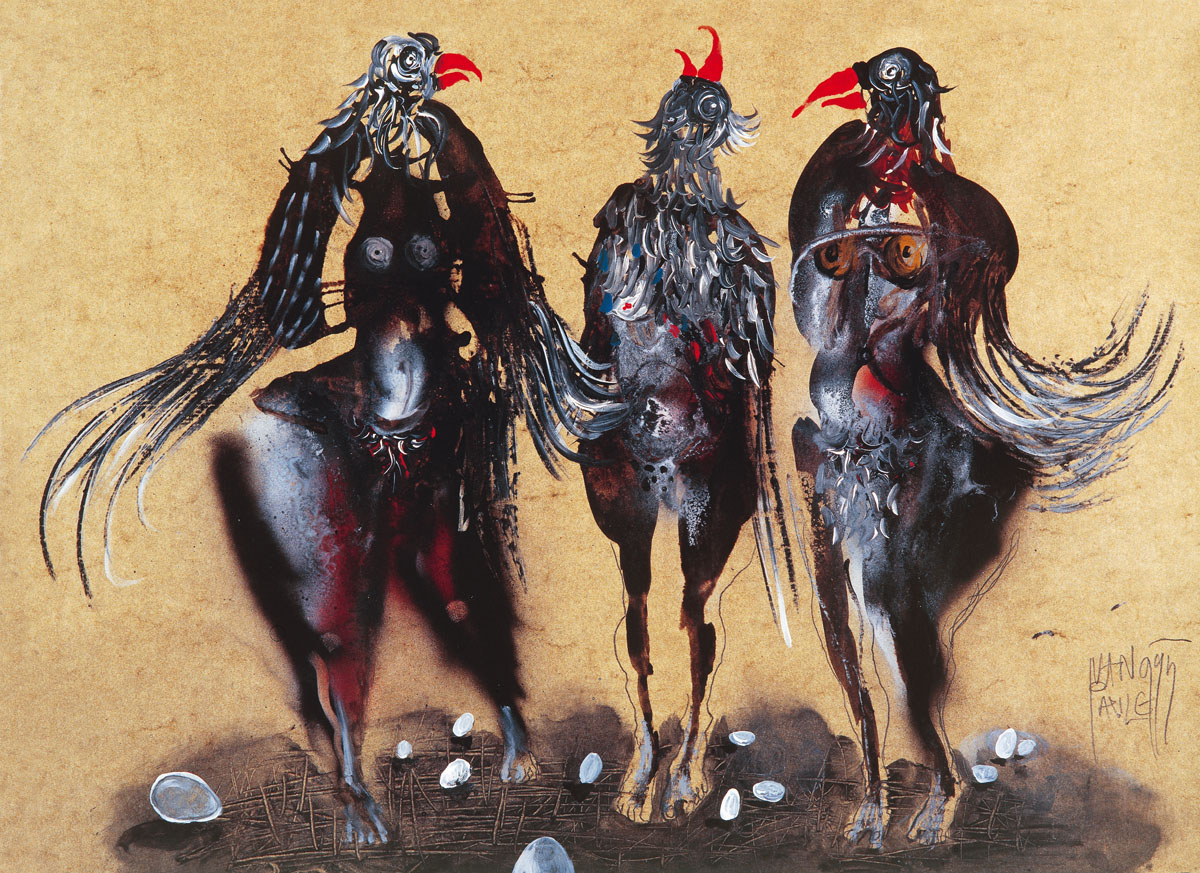
Interview 50x70-oil-1995
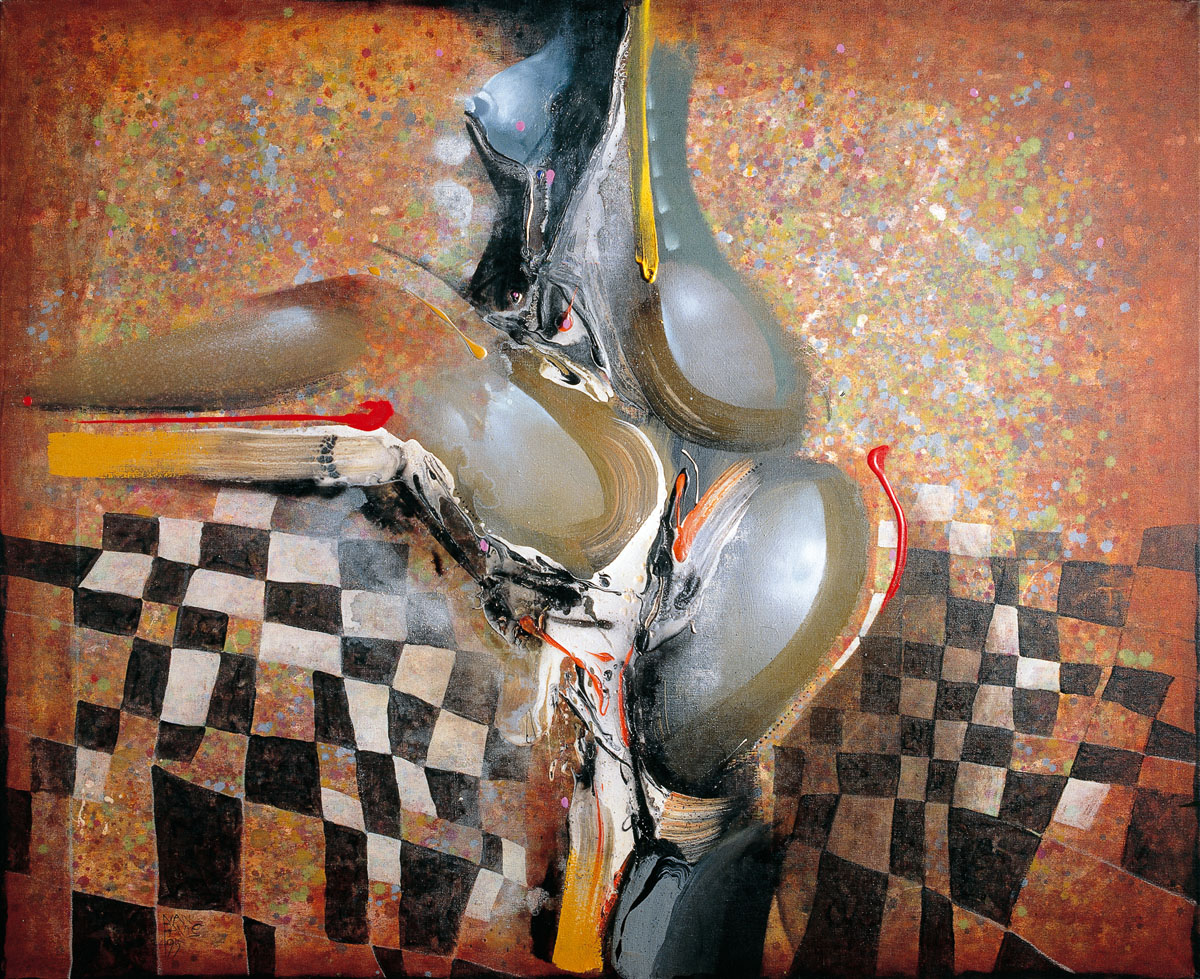
After bath II 130x160-oil-1995
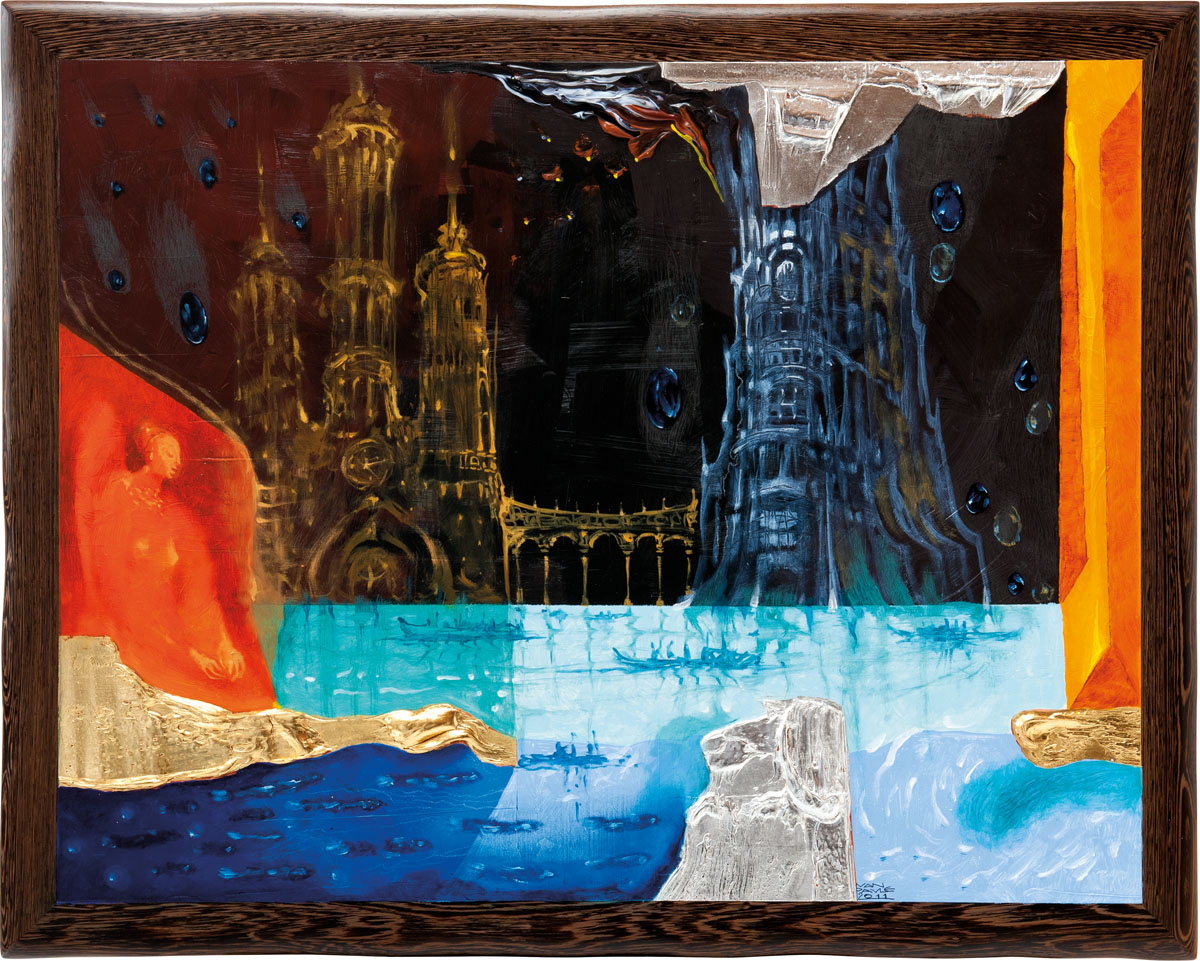
Siesta 80x100-acryl,oil,gold,silver-2001
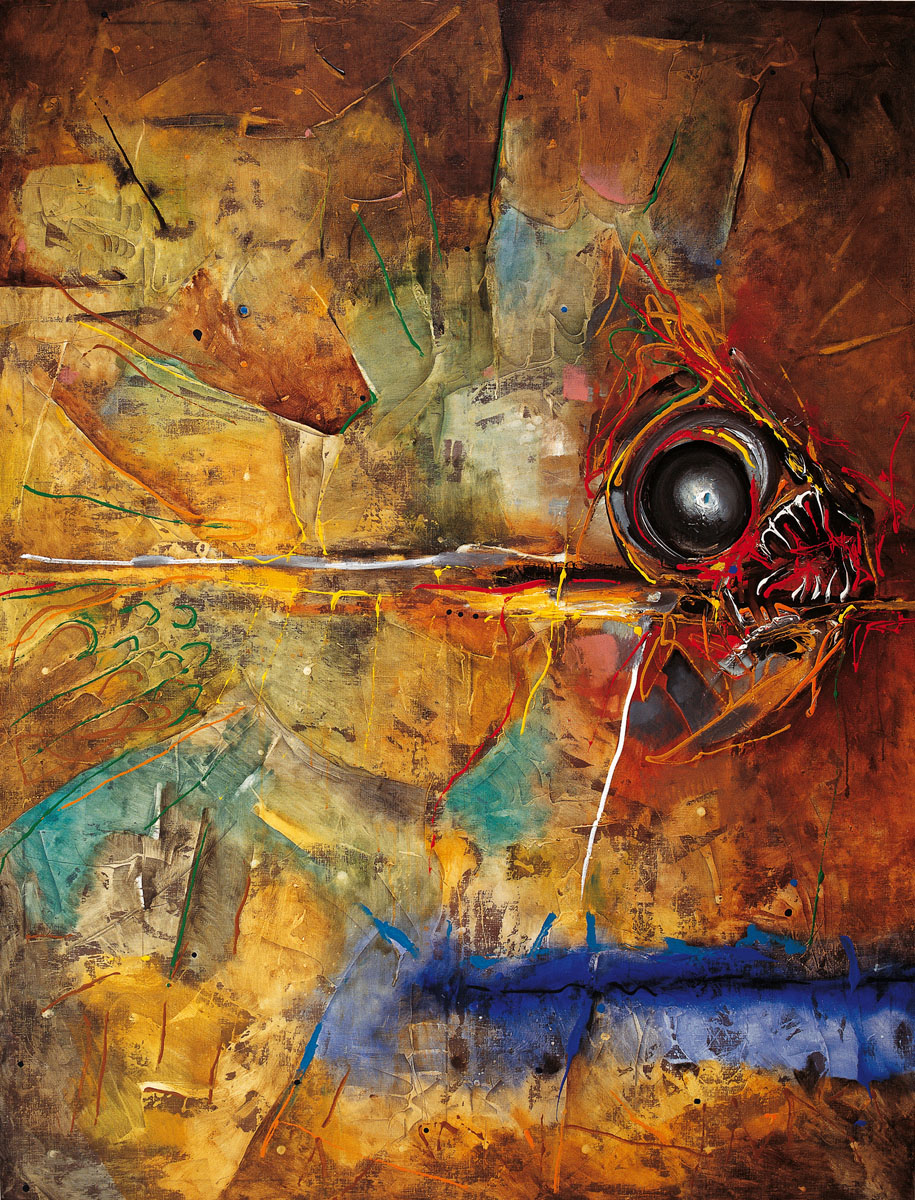
Quiet alliance A 200x150-oil-1995
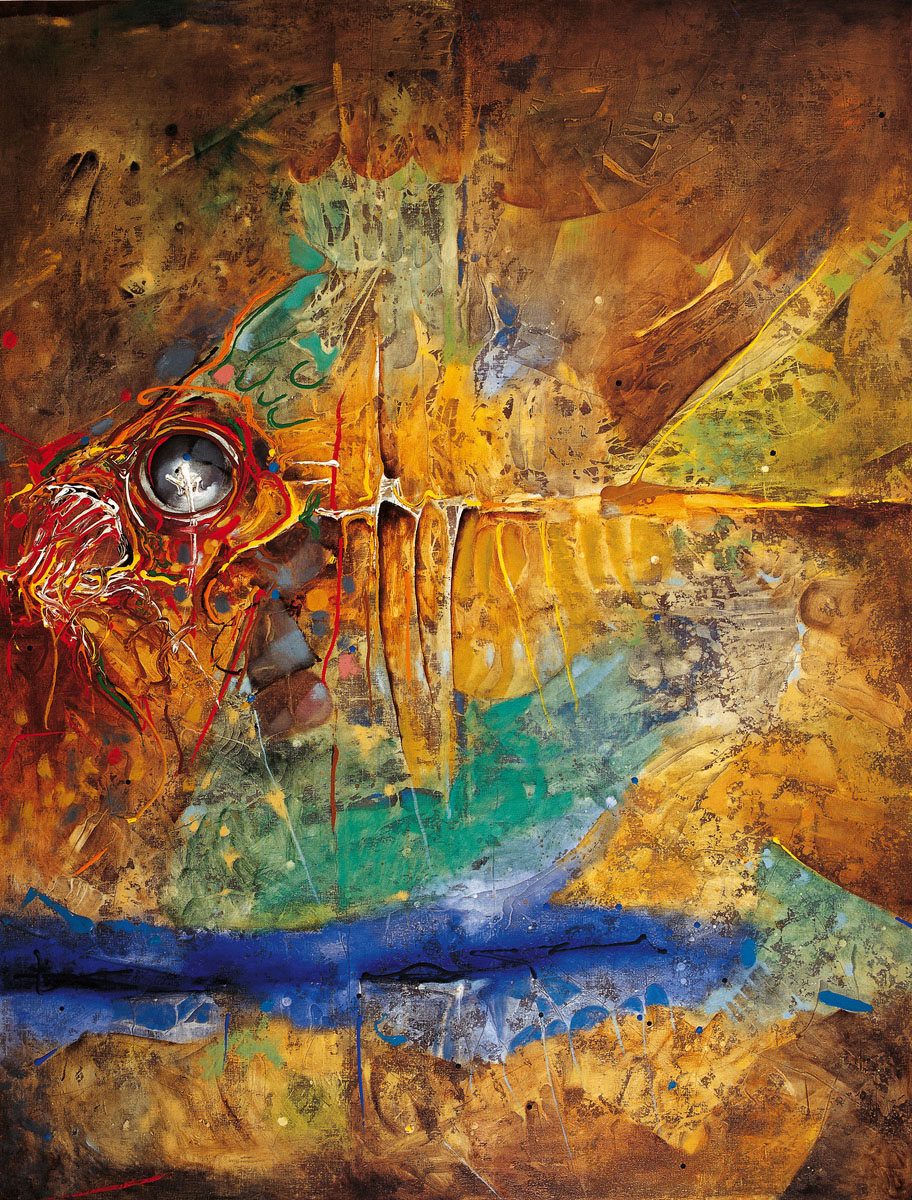
Quiet alliance B 200x150-oil-1995
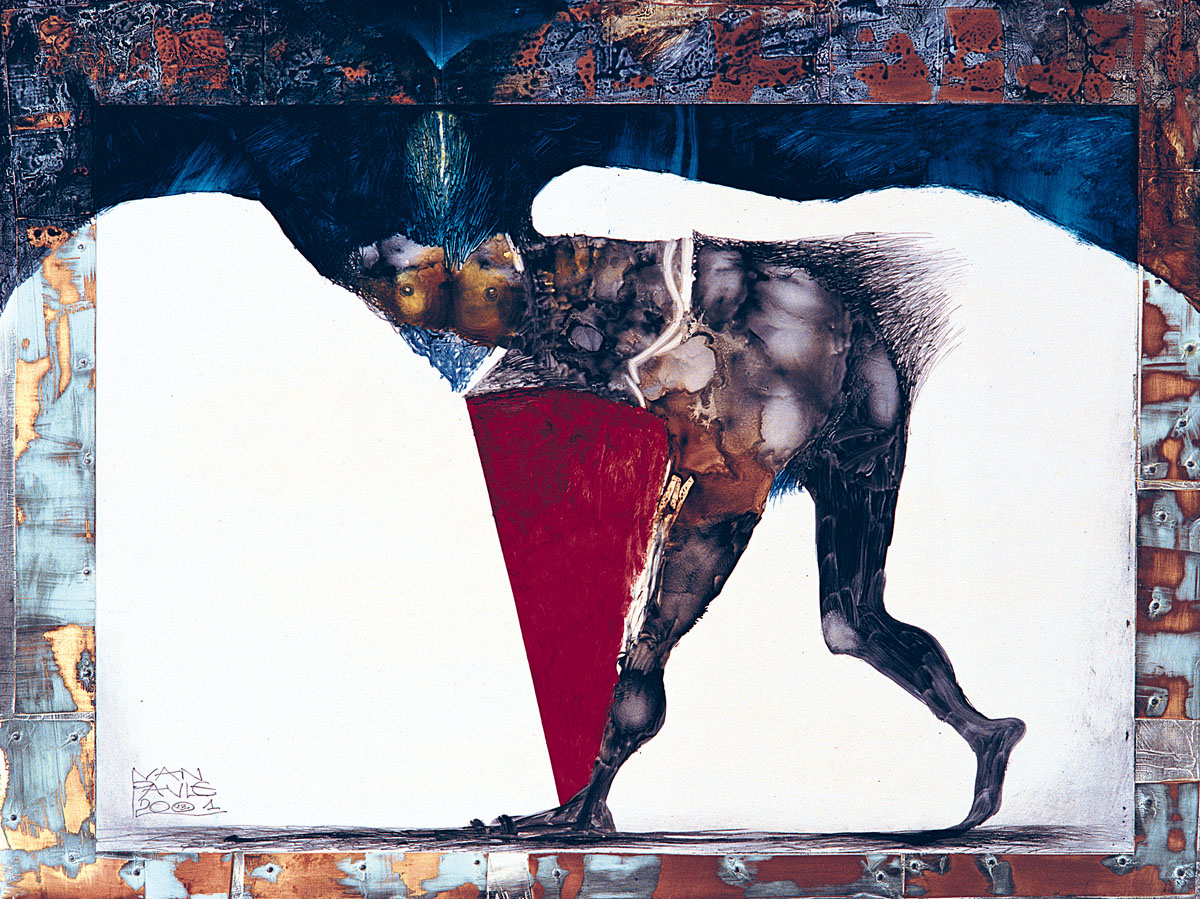
Figurante 50x70-oil-2001
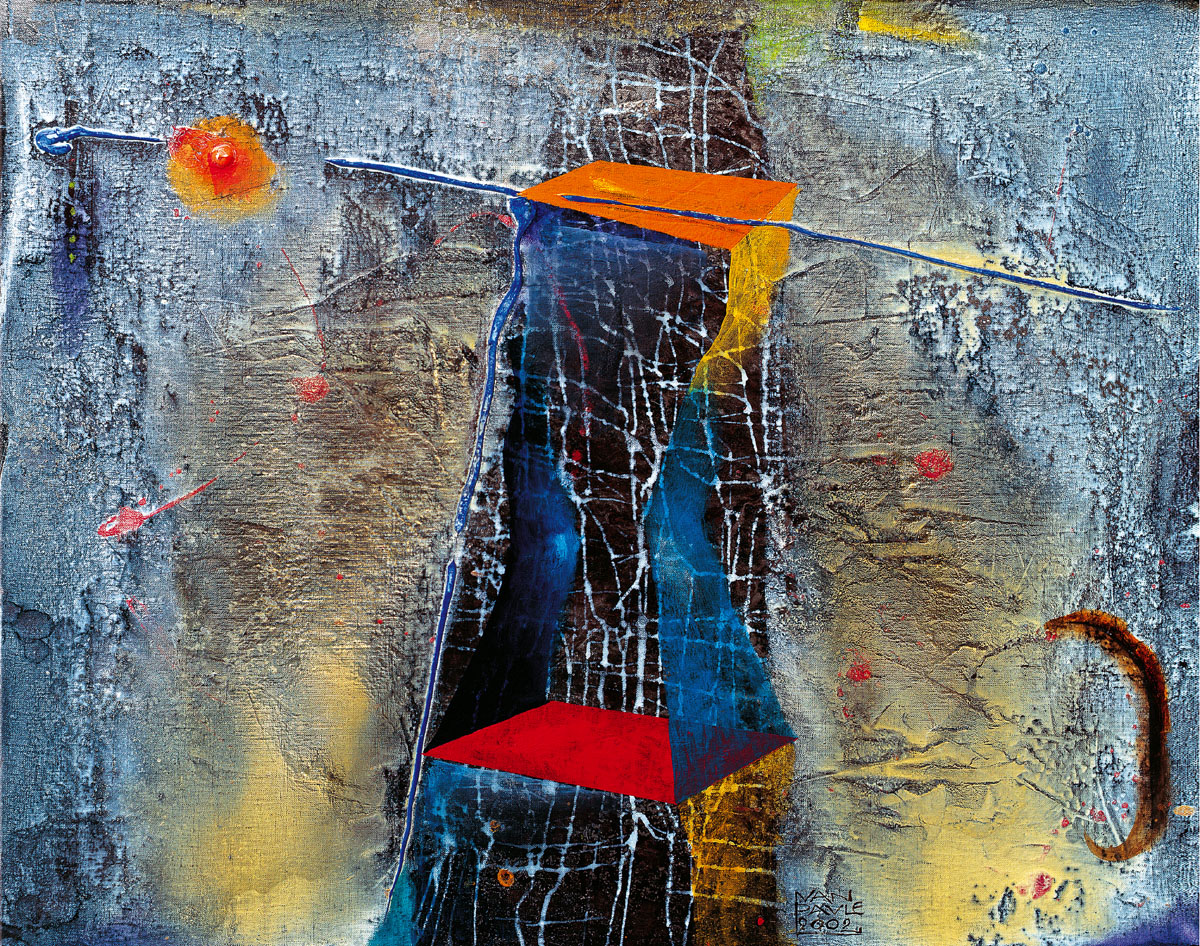
Blue citadel 80x100-olej na platne-2002
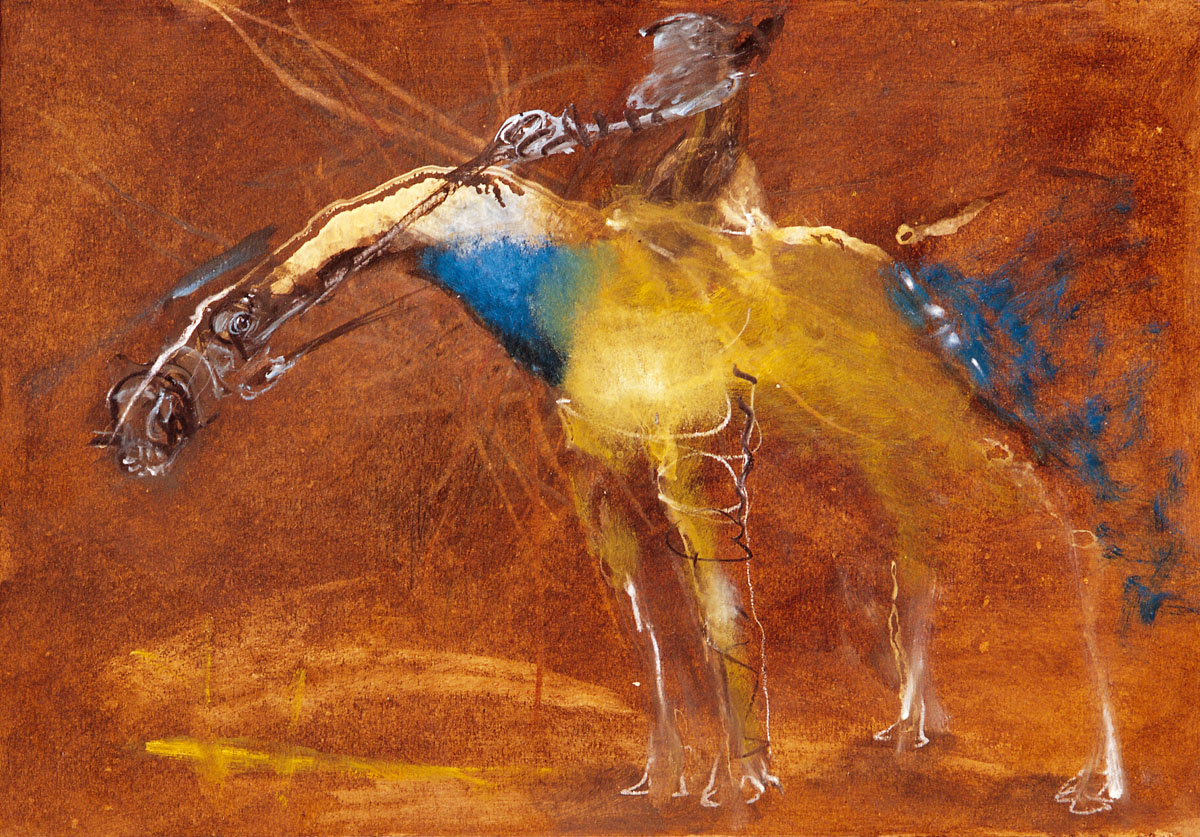
Ride B 40x50-oil-1999

## Knihy o autorovi
- Daniel Hevier – Ivan Pavle: Vydavateľstvo: Galéria NOVA, 2005[8]